# Kallaste
Kallaste (russisch Красные Горы Krasnyje Gory) ist eine Stadt im Nordosten des Landkreises Tartu in Estland, am Westufer des Peipussees gelegen. Anfang 2006 hatte Kallaste 1152 Einwohner, die meisten davon russische Muttersprachler. Der russische Name der Stadt leitet sich von der steil zum Peipussee abfallenden Küste aus rotem Sandstein ab. Bis 2017 war Kallaste eine eigenständige Stadtgemeinde, seither ist sie Teil der Landgemeinde Peipsiääre.

## Geschichte
Kallaste entstand im 18. Jahrhundert als Siedlung russischer Altgläubiger. Die Stadtrechte erhielt Kallaste 1938 verliehen. In Kallaste wurde 1988 die letzte öffentliche Statue Lenins in Estland aufgestellt.

## Sehenswürdigkeiten
Die schlichte orthodoxe Kirche der Altgläubigen am Rande der Stadt wurde 1865 erbaut und 1903 überholt. 1913 wurde ein Glockenturm neben dem Gebetshaus gebaut.

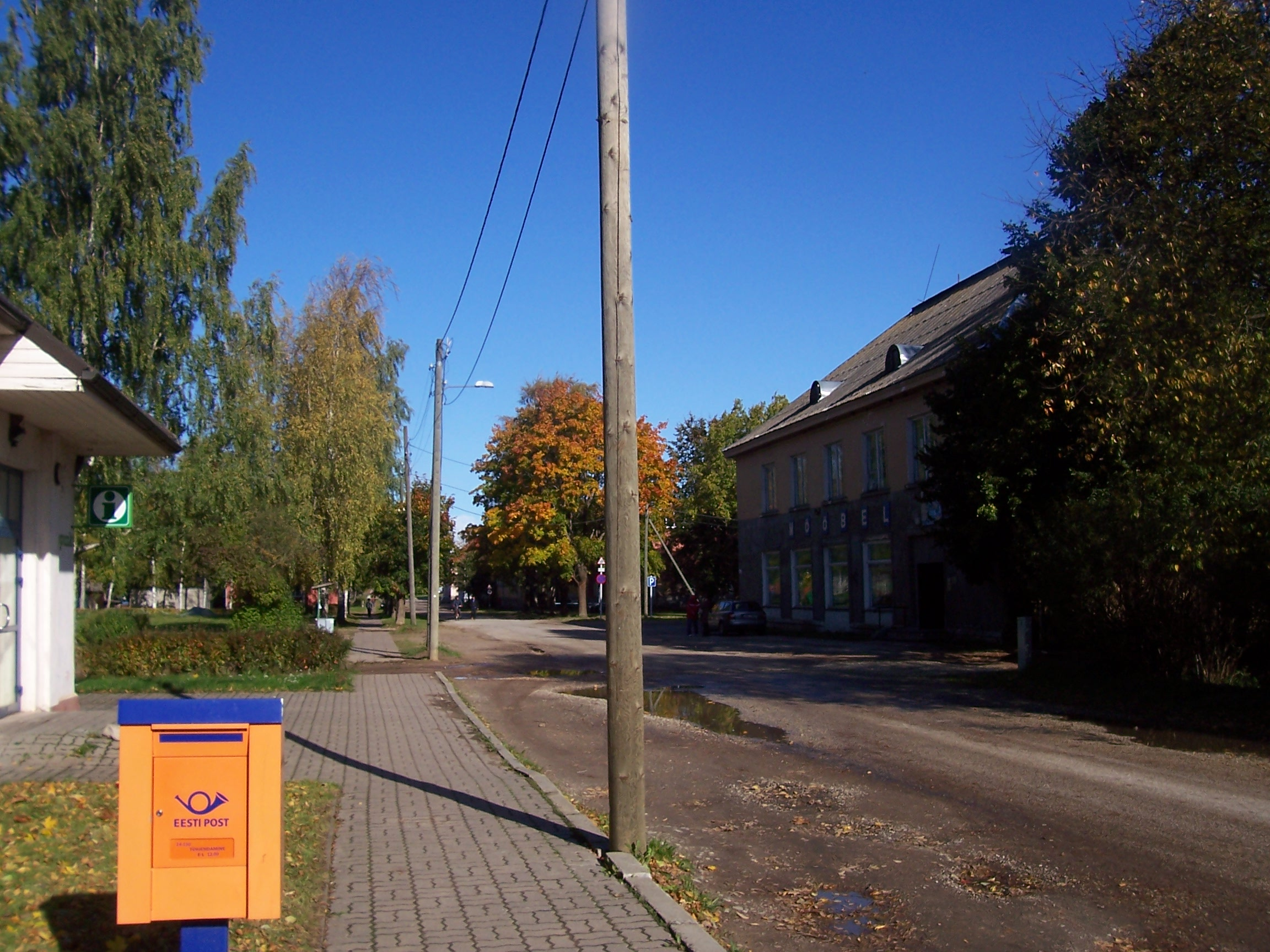
Hauptstraße
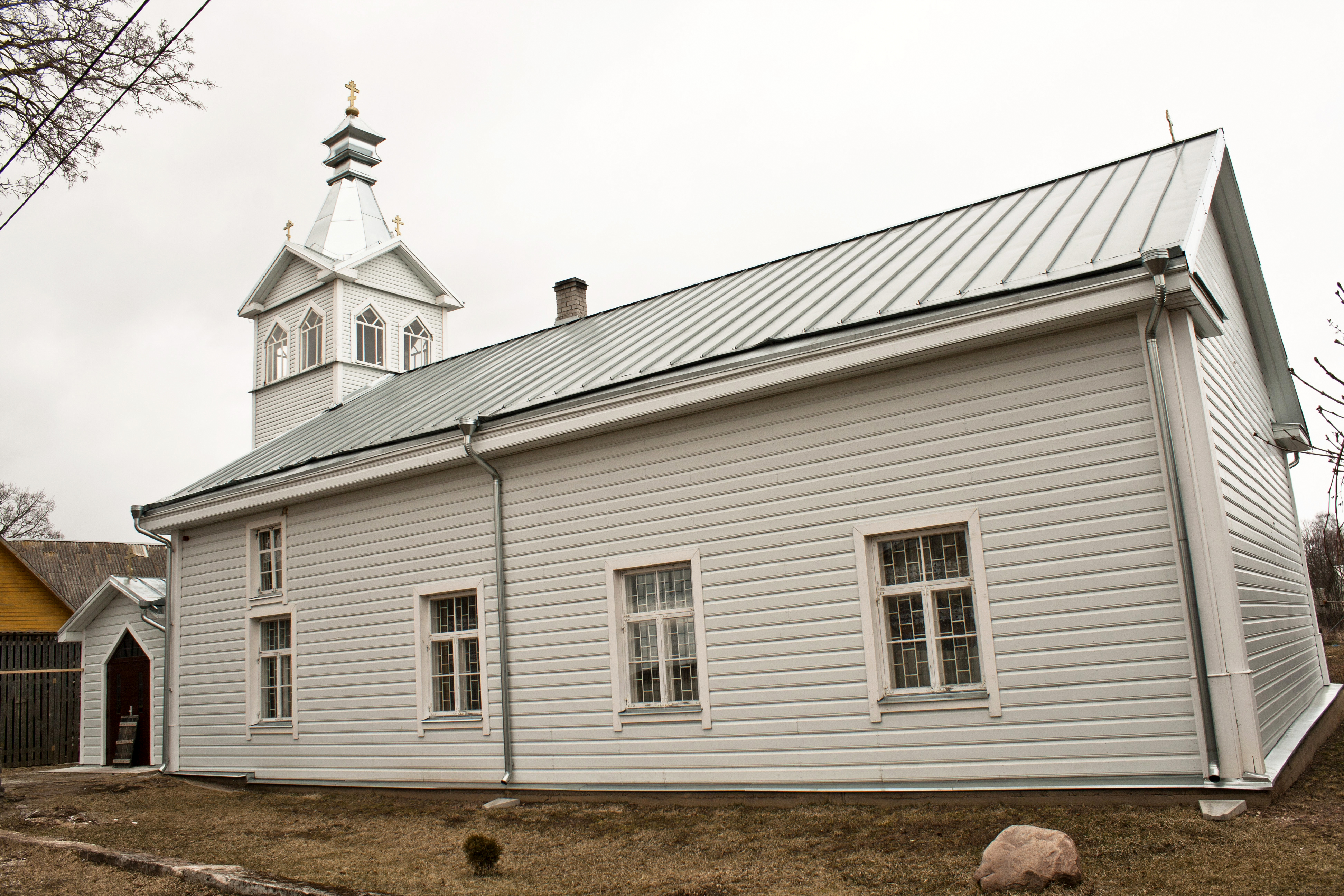
Kirche der Altgläubigen
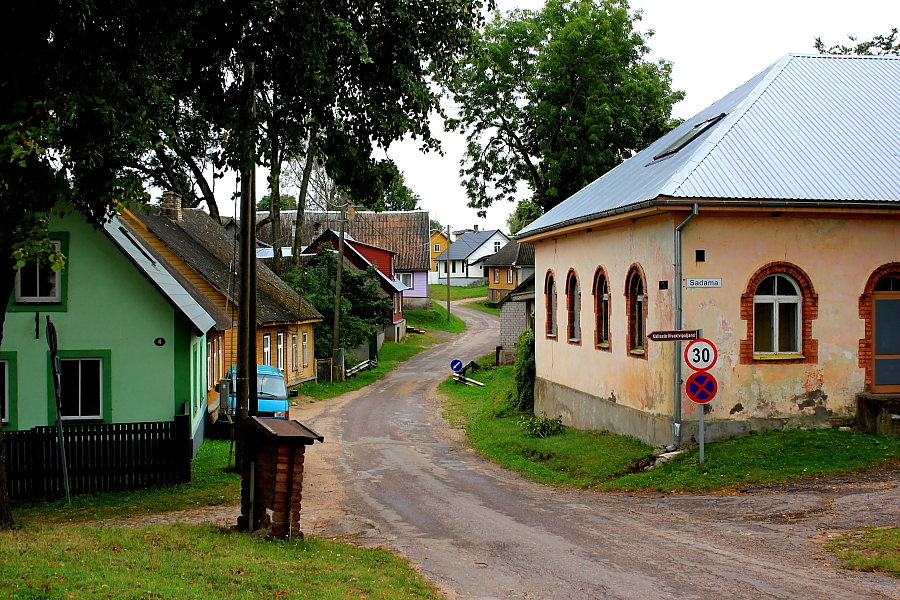
Altstadt
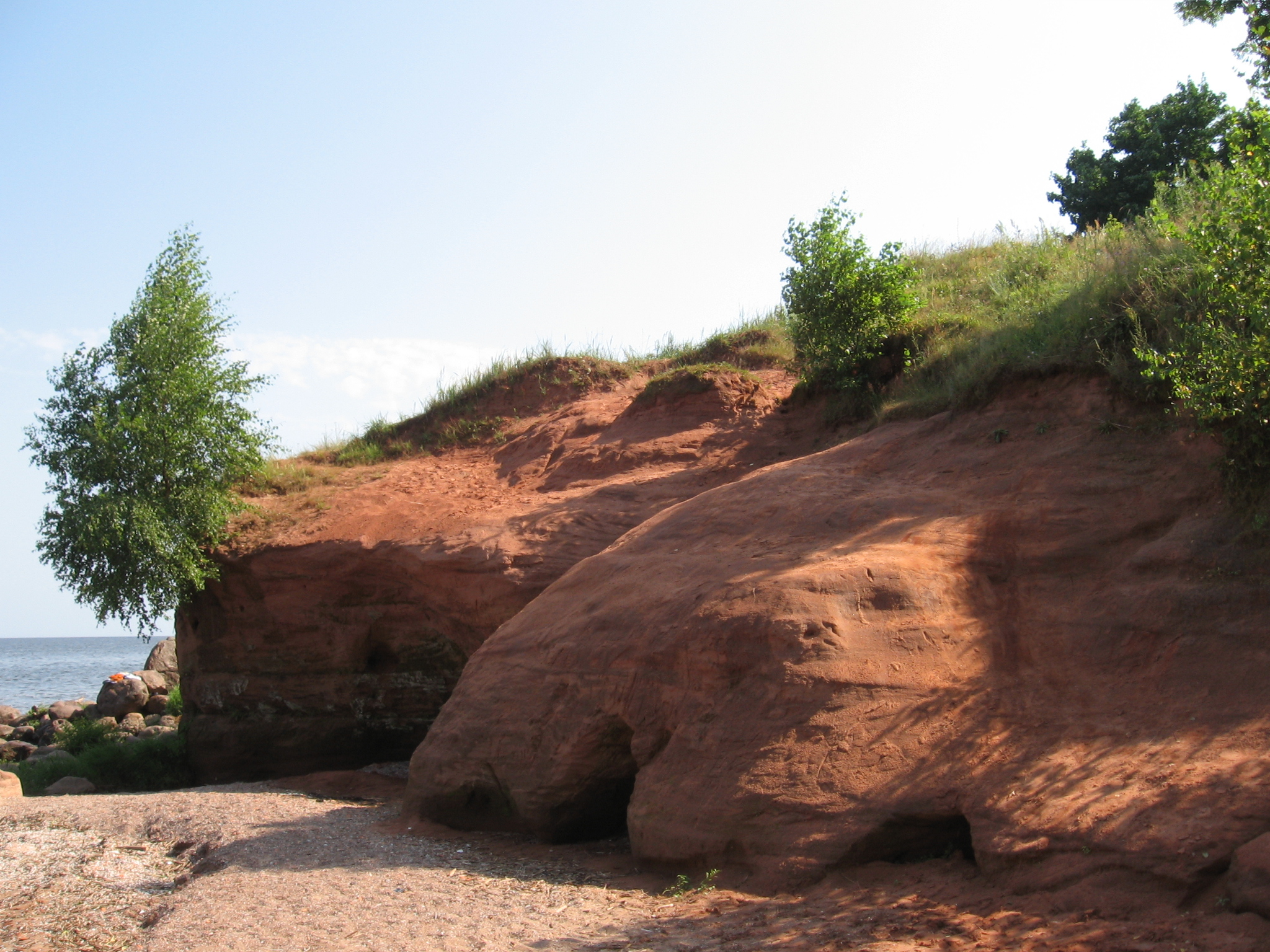
Sandsteinküste am Peipussee
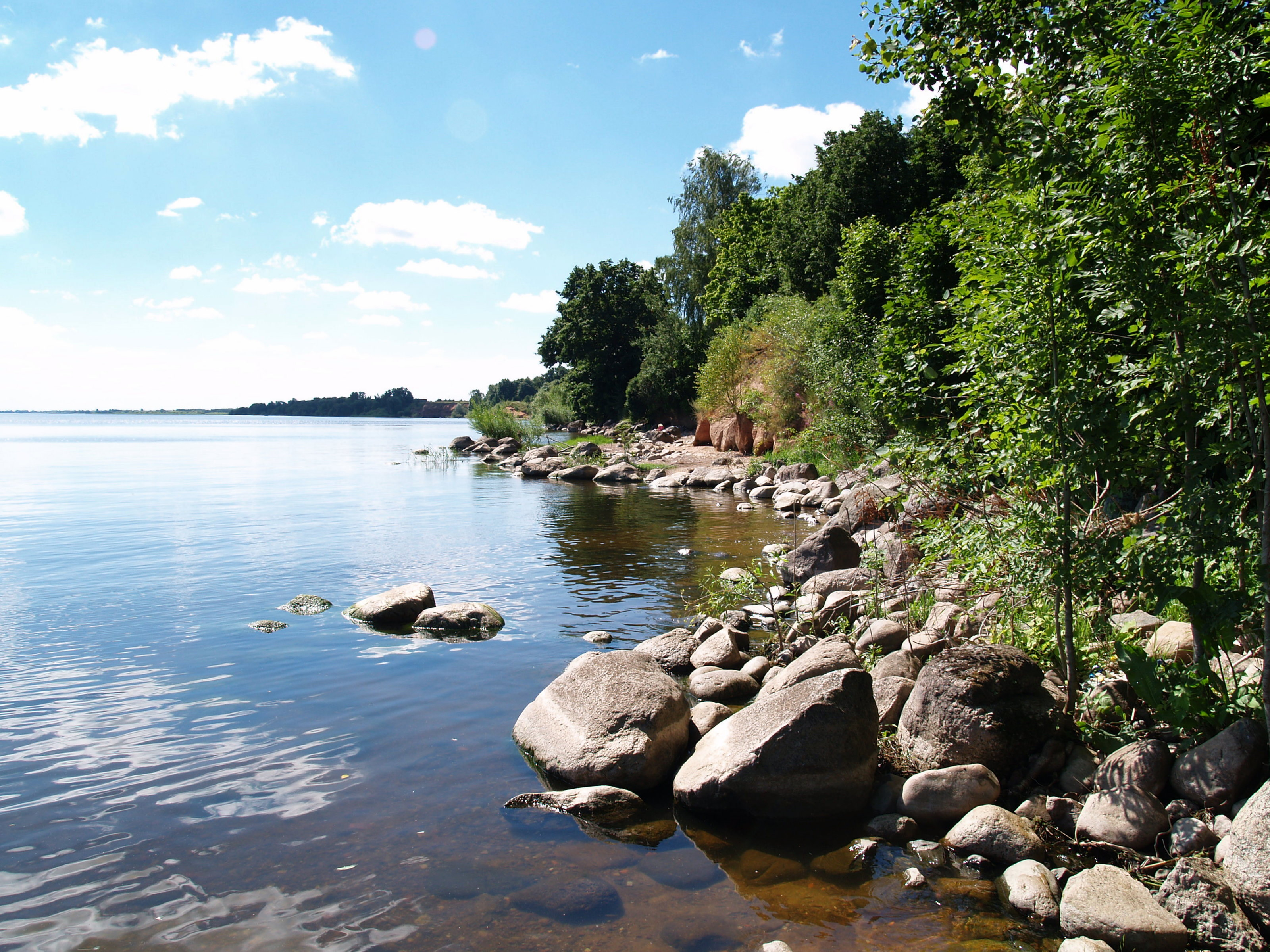
Ufer des Peipussees